# Ciliwung
Le Ciliwung est un fleuve de l'ouest de l'île de Java en Indonésie. Il prend sa source dans la région du Puncak au sud de Bogor et se jette dans la baie de Jakarta au nord de Jakarta, la capitale de l'Indonésie.

## Histoire
Le Ciliwung était la principale voie de communication du royaume de Pajajaran, qui reliait sa capitale Pakuan, sur le site de l'actuelle Bogor, à la mer.